# Metropolizacja
Metropolizacja – proces polegający na zrywaniu bądź osłabianiu związków gospodarczych między centrum miasta a otaczającym go regionem i zastępowaniu ich relacjami z pozostałą częścią świata. Metropolizacja odgrywa istotne znaczenie w dynamice rozwoju, czemu towarzyszy pogłębianie dysproporcji przestrzennych, co z kolei objawia się dominacją metropolii nad resztą regionu.
Zjawisko to, którego przyczyną jest globalizacja, zmienia relacje między centrum a jego otoczeniem oraz prowadzi do wykształcania się gospodarki archipelagowej. W ramach metropolii koncentrują się usługi wyższego rzędu, m.in. finansowe, badawczo-rozwojowe, handlowe, informacyjne i naukowe.